# Place Jacques-Marette
La place Jacques-Marette est une voie située dans le quartier Saint-Lambert dans le 15e arrondissement de Paris.

## Situation et accès
Cette place est située à l'angle de la rue de Cronstadt et de la rue des Morillons.
La place Jacques-Marette est desservie à proximité par la ligne 12 à la station Convention.

## Origine du nom
Cette place porte le nom du député de l'arrondissement et ministre français Jacques Marette (1922-1984).

## Historique
La place prend son nom actuel en 1990. 

## Bâtiments remarquables et lieux de mémoire
- La place donne accès au parc Georges-Brassens.